# Gongylidioides ussuricus
Gongylidioides ussuricus är en spindelart som beskrevs av Kirill Yeskov 1992. Gongylidioides ussuricus ingår i släktet Gongylidioides och familjen täckvävarspindlar. Inga underarter finns listade i Catalogue of Life.